# Henry Brand, I visconte Hampden
Henry Bouverie William Brand, XXIII barone Dacre e I visconte Hampden (24 dicembre 1814 – Pau, 14 marzo 1892), è stato un politico inglese.

## Biografia
Era il secondo figlio del generale Henry Trevor, XXII barone Dacre, e di sua moglie, Pyne Crosbie, figlia del reverendissimo Maurice Crosbie. Discendeva, quasi direttamente, dal colonnello John Hampden.
Studiò presso l'Eton College ed era un membro di Brook, Riforme e Athenaeum clubs. Fece parte delle Coldstream Guards (20 aprile 1832-6 settembre 1844). 

## Carriera politica
Brand entrò in parlamento nel 1852 per Cambridgeshire. Fu un Lord del Tesoro durante il primo ministero Palmerston e Sottosegretario al Tesoro durante il secondo. Nel 1872 fu eletto Speaker della Camera dei comuni, carica che mantenne fino al 1884. Nel 1881 fu creato visconte Hampden, di Glynde nella Contea di Sussex. Nel 1890 successe alla baronia di Dacre alla morte di suo fratello.

## Matrimonio
Sposò, il 16 aprile 1838, Eliza Ellice (1818-8 marzo 1899), figlia di Robert Ellice e di Eliza Courtney. Ebbero dieci figli:
- Alice Brand (1840-20 marzo 1925), sposò Henry Farquhar, ebbero quattro figli;
- Henry Brand, II visconte Hampden (2 maggio 1841-22 novembre 1906);
- Gertrude Brand (1844-21 dicembre 1927), sposò William Campion, ebbero otto figli;
- Mabel Brand (1845-29 maggio 1924), sposò Freeman Thomas, ebbero quattro figli;
- Thomas Brand (20 Settembre 1847-12 novembre 1916), sposò Annie Blanche Gaskell, ebbero due figli;
- Mary Cecilia Brand (1851-24 giugno 1886), sposò Henry Sturgis, ebbero un figlio;
- Arthur George Brand (1 maggio 1853-9 gennaio 1917), sposò Edith Ingram, ebbero un figlio;
- Charles Brand (1 maggio 1855-25 agosto 1912), sposò Alice Emma Sturgis Van de Weyer, ebbero quattro figli;
- Richard Brand (1857-1858);
- Maud Elizabeth Brand (1857-8 gennaio 1944), sposò David Bevan, ebbero quattro figli.

## Morte
Morì il 14 marzo 1892, all'età di 77 anni, a Pau.